# Christuskirche (Halle)

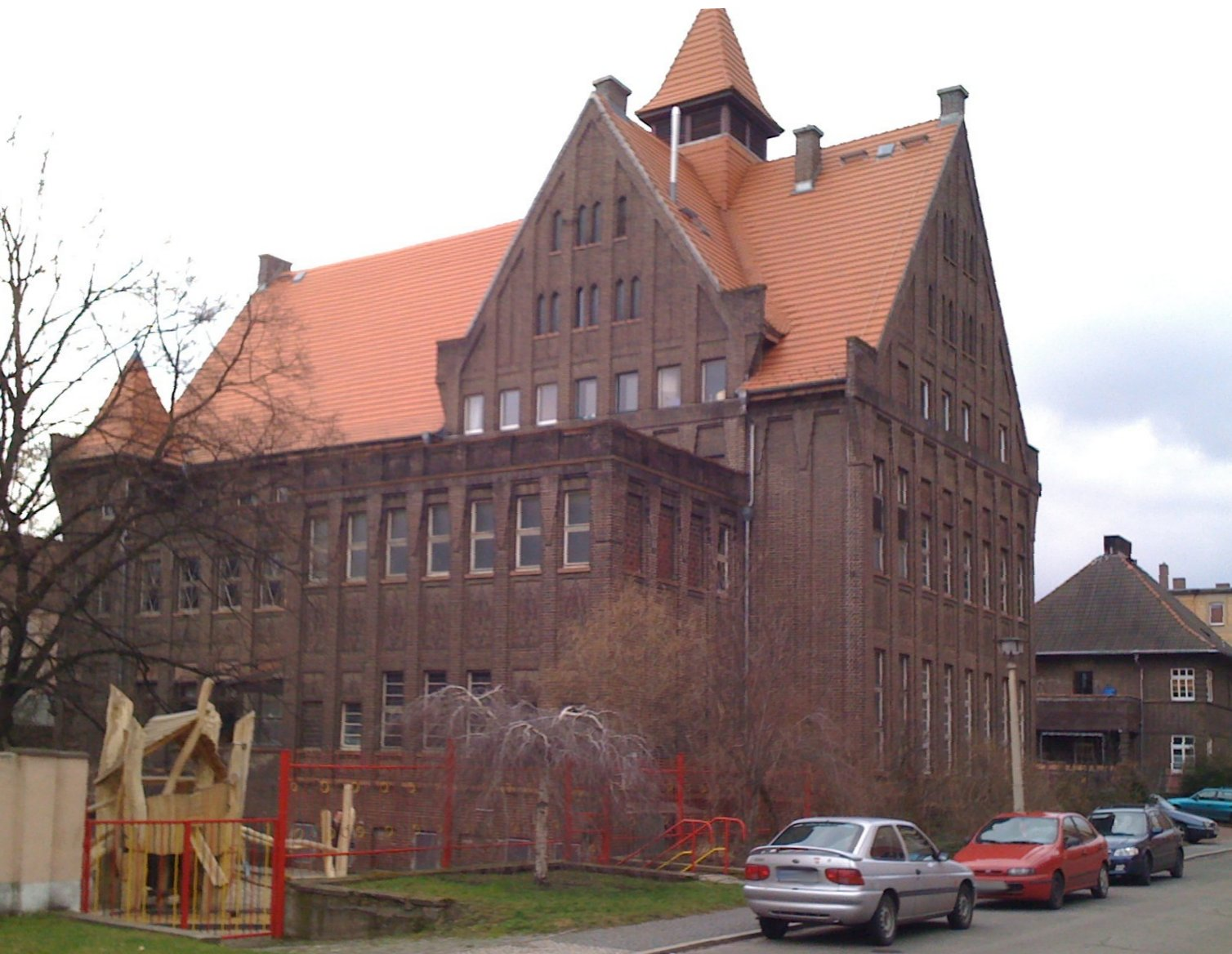
Christuskirche in Halle (Saale)

Die evangelische Christuskirche in Halle (Saale) ist ein aus dem 20. Jahrhundert stammendes denkmalgeschütztes Kirchengebäude im Stadtviertel Freiimfelde und  eine der wenigen expressionistischen Sakralbauten Halles. Im Denkmalverzeichnis der Stadt Halle ist die Kirche unter der Erfassungsnummer 094 10304 verzeichnet.

## Geschichte
Ab der zweiten Hälfte des 19. Jahrhunderts erfuhr das östlich des Hauptbahnhofs  gelegene Viertel durch die Ansiedlung etlicher Industriebetriebe einen starken Zuzug von Arbeitern. Die Bewohner der Gegend gehörten zunächst zur Ulrichgemeinde der Altstadt. Im Jahre 1926 konnte der Grundstein für ein eigenes Gemeindehaus gelegt werden, das ein Jahr später geweiht wurde. Als Gemeinde „St. Ulrich Ost“ wurde die Kirchengemeinde 1938 ausgepfarrt. 
Der Architekt Georg Roediger plante zunächst einen Komplex mit Kirche, Gemeindehaus und Pfarrhaus. Roediger, der vermutlich ahnte, dass die Kirche nie gebaut werden würde, ließ das zweistöckige zurückgesetzte Gemeindehaus wohl deshalb in einer sakralen Form auf kreuzförmigen Grundriss errichten. 
Im Zweiten Weltkrieg wurde das Dach durch eine Bombe zerstört. Jedoch ist das nahezu gesamte Inventar erhalten geblieben. 
Zwischen den Jahren 1983 und 1990 war das Gemeindehaus ein in Halle bekannter Treffpunkt der Punkszene, wo Konzerte und Veranstaltungen stattfanden. 
2017 erfolgte die Vereinigung  der Christusgemeinde mit der Johannesgemeinde zur neuen Johannesgemeinde. Sie gehört zum Kirchenkreis Halle-Saalkreis der Evangelischen Kirche in Mitteldeutschland.

## Bauwerk
Die expressionistische dunkelviolette Klinkerfassade des turmlosen Gemeindehauses ist durch dicht gereihte Lisenen gegliedert, womit das Gebäude eine vertikale Ausrichtung erhält. Wie bei einer traditionellen Kirche markieren die steilen Dreiecksgiebel ein Langhaus und ein Querschiff. Über der Vierung ist ein Dachreiter für die Glocke gesetzt. Seit 1976 sind die schmalen seitenschiffartigen Gänge aus wärmetechnischen Gründen vermauert. 
Der Dachreiter und eine dichte Reihung von Wandvorlagen, die den Anschein von Strebepfeilern hervorrufen, weisen ebenfalls auf den sakralen Charakter des Bauwerks hin. 
Das Tonnengewölbe des  Kirchen- und Gemeindesaals besteht aus Holz. Dieser, sich im zweiten Obergeschoss befindliche große Saal kann durch Falttüren getrennt werden und ist dadurch sowohl gemeinsam als auch getrennt nutzbar.

## Ausstattung
Der Altar und die Orgel sind übereinander an der südlichen Stirnwand angeordnet. Die Altarnische ist durch bemerkenswerte expressionistische Steinreliefs des halleschen Bildhauers Paul Horn, die die Passion Christi zeigen, gerahmt. Ebenfalls schuf Horn das hölzerne Rahmenwerk der Orgel, auf dem musizierende Engel im Paradiesgarten zu sehen sind.
Der Maler Helmut Ruhmer (1907–1945) schuf das erste Altargemälde. Das heutige, auf dem Altar vor der Nische stehende  Altarretabel schuf 1985 der hallesche Maler Bernd Baumgart (geb. 1956). Es nimmt symbolisch Bezug auf Ereignisse der 1980er Jahre in Halle. Auch die an den Wänden angebrachten Bilder der Kreuzwegstationen stammen von Baumgart.

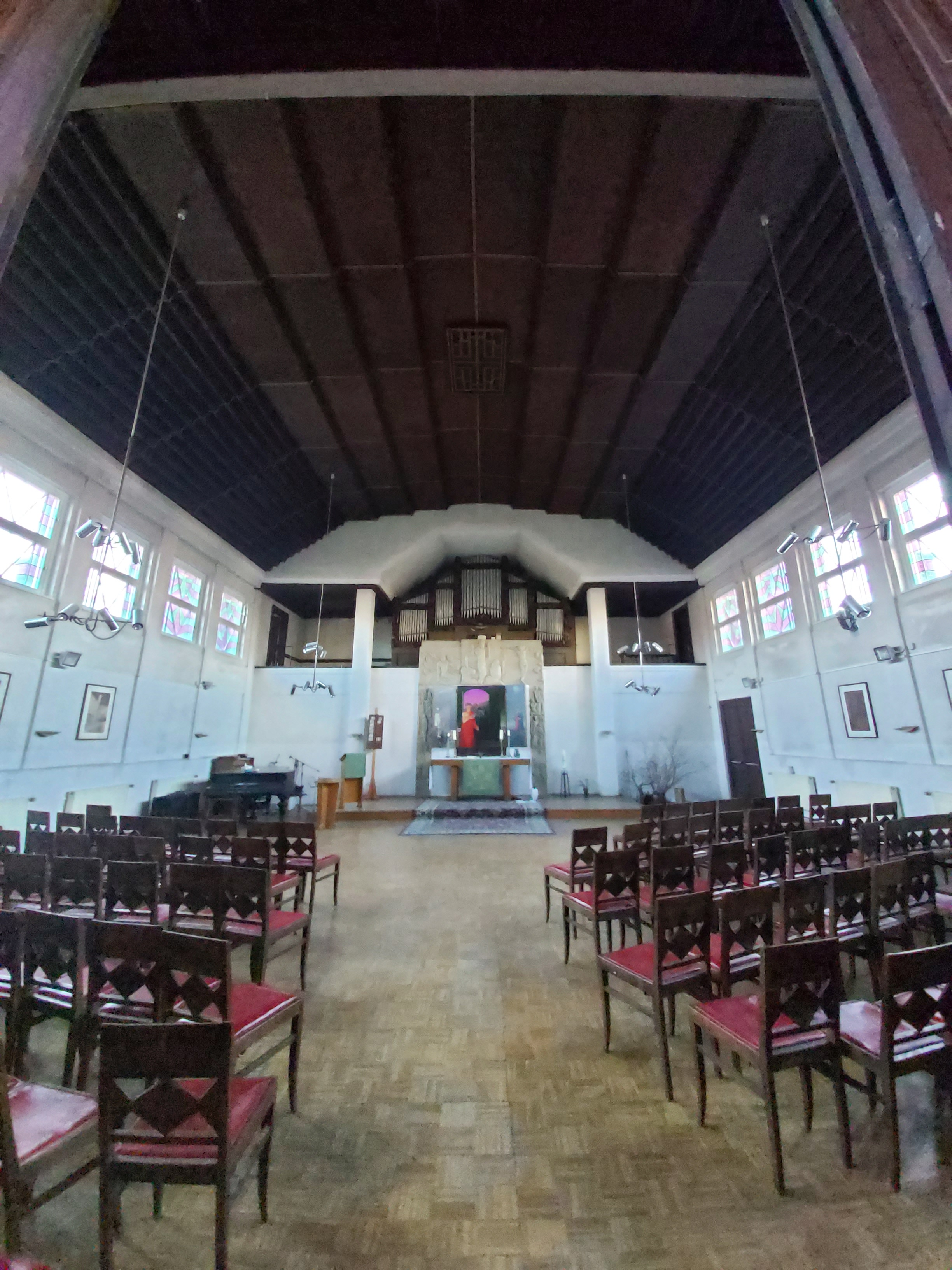
Blick ins Innere

Die Orgel (14 Register, zwei Manuale und Pedal, Traktur pneumatisch, Kegellade) wurde in der  Zörbiger Werkstatt von Wilhelm Rühlmann gefertigt. Es ist das 428. Werk der Firma und wurde in den 1980er Jahren umdisponiert. Der Prospekt zeigt in wertvoller Arbeit ausgeführtes Bildhauerwerk, das zweite Manual steht in einem Schwellkasten. Gegenwärtig ist das Instrument zwar spielbar, aber dringend überholungsbedürftig, seine Zukunft ist ebenso wie die der Kirche ungewiss.

## Glocken
Im gedrungenen Dachreiter hängen in einem zweigefachigen Glockenstuhl zwei Glocken aus der Erbauungszeit der Kirche, die in den Tönen a′ – c″ läuten. Beide Instrumente hängen an geschweißten, gekröpften Stahljochen.
Die kleine Glocke wurde 1927 von den mitteldeutschen Stahlwerken Lauchhammer, allerdings aus Bronze gegossen, die größere entstand 1932 bei Franz Schilling&Söhne in Apolda. Beide Glocken werden elektrisch angetrieben.